# Stenoporpia jemesata
Stenoporpia jemesata là một loài bướm đêm trong họ Geometridae.